# Steagul și emblema Imperiului Bizantin

Vulturul bizatin cu două capete

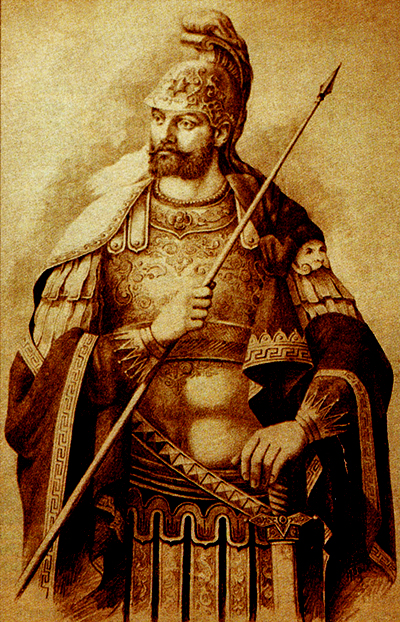
Constantin al XI-lea Paleologul

Steagul ultimului împărat roman Constantin al XI-lea Paleologul, apărătorul Constantinopolului, include toate emblemele oficiale ale Imperiului Roman de Răsărit: 
- crucea cu inscripția Ἐν τούτῳ νίκα (cu acesta voi sunteți învingători), prezentând în ceruri pe sfântul împărat Constantin I cel Mare
- acvila cu două capete, emblema Imperiului
- emblema lui Isus Hristos (cea mică aflată deasupra capetelor acvilei). Este o combinație de trei litere:

I (pentru Iesus, Ιησούς, Isus)
XP (pentru Xpistos, Χριστός, Christos)
- patru litere Beta / Vita ("B") care reprezintă fraza: Regele regilor domnește peste stăpânitori (Βασιλεὺς Βασιλέων Βασιλεύων Βασιλευόντων).

Violetul imperial și galbenul auriu (alături de alb) erau culorile folosite.
Emblema imperiului bizantin era acvila cu două capete, emblemă folosită și de turci, sfântul imperiu romano-german, ruși, sârbi (iugoslavi), etc. În heraldica bizantină, capetele reprezintă suveranitatea duală a împăratului (laică și religioasă) și/sau poziția dominantă a împăraților bizantini asupra și a Estului și a Vestului. 